# VFW VAK 191B
VFW VAK 191B
VAK 191B
- 用途：VTOL 攻撃戦闘機（実験機）
- 製造者：VFW
- 初飛行：1970年
- 生産数：3機
- 運用状況：試作のみ

VFW VAK 191Bは、 ドイツのVTOL核攻撃戦闘機の実験機である。この機は、フィアット G.91を代替する意図で設計された。

## 設計と開発
VAK 191Bは西ドイツのVereinigte Flugtechnische Werke（VFW）で製造された。計画当初はイタリアのフィアットが参加しており1967年に撤退したが、その後も有力な2次契約社として残った。VAKとはV/STOL偵察攻撃機（Vertikalstartendes Aufklärungs- und Kampfflugzeug）の略語である。
推力はリフトと巡航の両方に使用されるロールス・ロイス／MTU RB.193-12推力偏向エンジンから発生し、これは他の2つの垂直上昇用エンジンの補助にもなった。

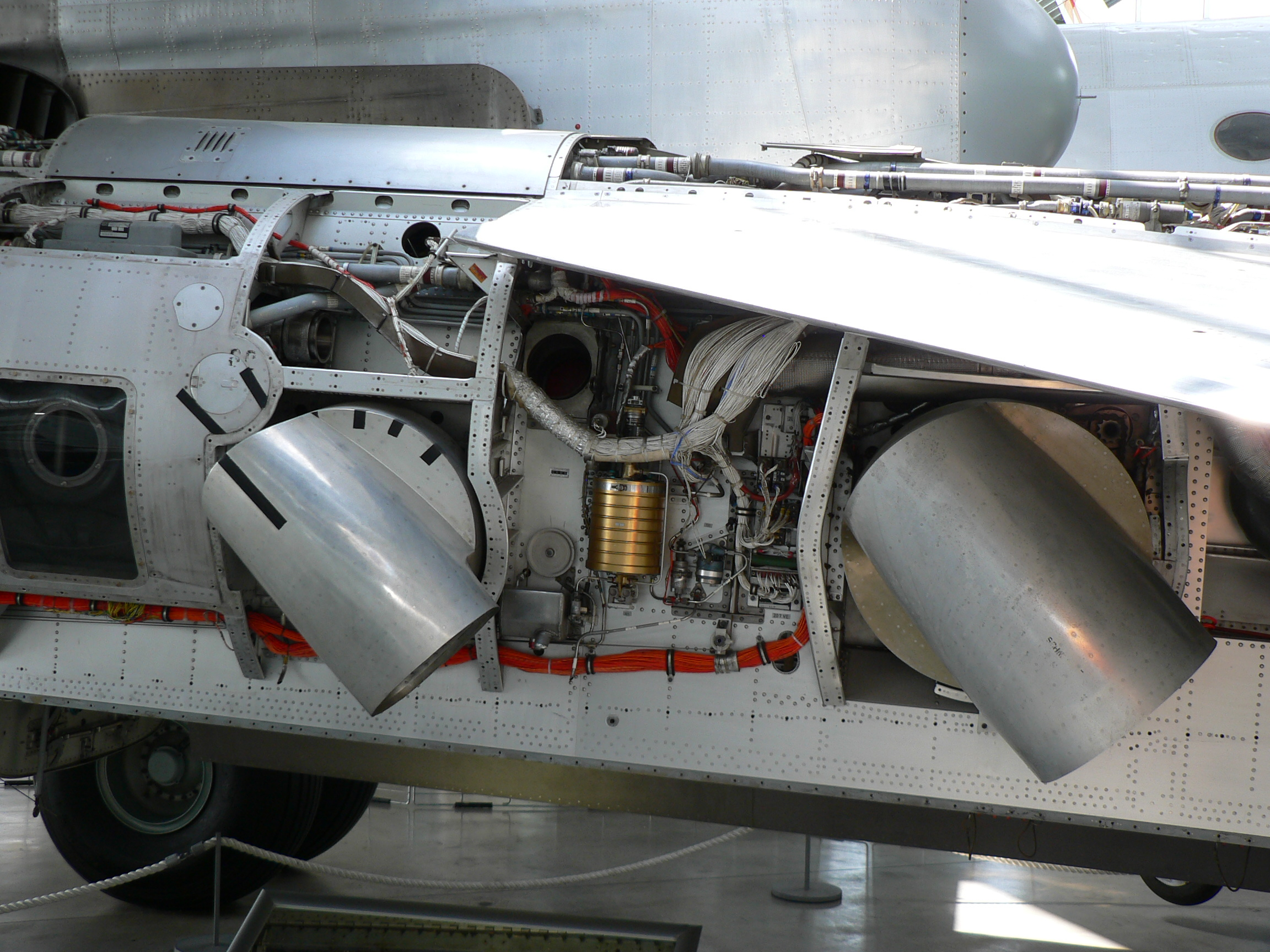
回転ノズル

開発プログラムは1962年にフィアット G.91地上攻撃機を代替するVTOL機として始まったが、NATOの要求が変更になったことで技術実証機となった。1970年から1975年までの間に3機のVAK 191Bで合計91回の飛行テストを実施した。最初のホバリング飛行は1971年9月20日にブレーメンで行われた。1972年10月26日にはミュンヘンで最初の垂直飛行から水平飛行への遷移とその逆プロセスを行った。試作機は「フライ・バイ・ワイヤ」技術を含む後にパナビア トーネードとなる幾つかの概念テストにも使用された。

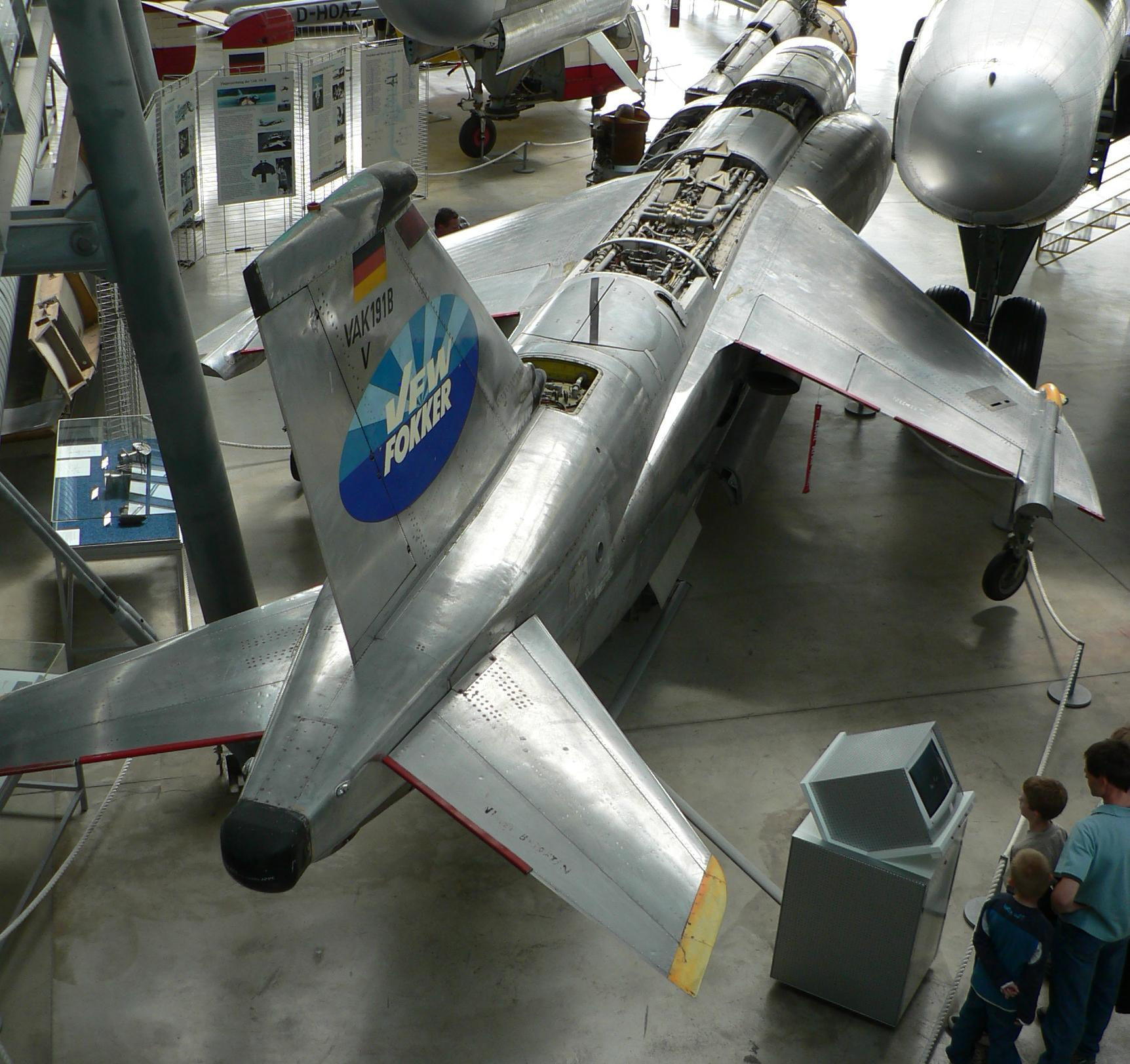
上面から

VAK 191Bはその概念において英国のホーカー・シドレー ハリアーと似ているが、中、高高度での超音速ダッシュ（マッハ1.2-1.4）が可能であるように設計された。しかし単発エンジンは抗力が大きく、2基のリフト用エンジンは巡航時にデッドウエイトになってしまい、小さな巡航用エンジンでは対重量比で低い推力しか発生できないと判断された。またこの機は高翼面荷重の非常に小さい翼を持っていた。これとは対照的にハリアーは対重量比で遥かに高い推力を持ち格闘戦には有効であり、その大きな翼は短距離の滑走離陸にはうってつけだった。

## 現存機
- 1機のVAK 191Bはミュンヘン近郊のシュライスハイム（Schleißheim）にあるドイツ博物館分館に展示されている[1]。
- 2機目のVAK 191Bはドイツのコブレンツにある国防技術博物館（Wehrtechnische Studiensammlung）に保存されている[2]。
- 3機目のVAK 191Bは1976年に倉庫に入れられたと言われているが、現在の保存場所は不明[3]。

## 要目
- 乗員 - 1名
- 全長 - 16.40 m (53 ft 7 in)
- 全幅 – 6.16 m (20 ft 3 in)
- 全高 - 4.30 m (14 ft 1 in)
- 翼面積 - 19.00 m² (204.44 ft²)
- 空虚重量 - 5,562 kg (12,236 lb)
- 運用重量 - 8,507 kg (18,715 lb)
- 最大離陸重量 - 9,000 kg (19,800 lb)
- 最高速度 - 1,108 km/h (594 knots, 684 mph)
- 巡航高度 - 15,000 m (49,200 ft)
- 航続距離 - 400 km (1.303 nm , 246 miles)
- エンジン – 
  - 1 * ロールス・ロイス／MTU RB.193-12（45.20 kN (10,150 lbf)）
  - 2 * ロールス・ロイスRB.162-81 F08（それぞれ26.50 kN (5,587 lbf)）

### 書籍
- Jackson, Paul A. German Military Aviation 1956-1976. Hinckley, Leicestershire, UK: Midland Counties Publications, 1976. ISBN 0-904597-03-2.